# 1925 год в театре
1925 год в театре

## Знаменательные события
- 25 июня — Премьера первой татарской оперы «Сания» (либретто Г.Альмухамедова) в городе Казани. Автор музыки татарский композитор Султан Габяши.
- 6 ноября — Премьера балета Трапеция балетмейстера Б. Г. Романова на музыку С. С. Прокофьева в Гота (Германия)

## Персоналии

### Родились
- 4 января — Эдишер Георгиевич Магалашвили, советский актёр театра и кино, народный артист Грузинской ССР, народный артист Армянской ССР.
- 11 января — Виктор Антонович Авдюшко, советский актёр театра и кино, народный артист РСФСР.
- 19 января — Азад Зиннатович Аббасов — оперный певец (тенор), народный артист РСФСР (1966), народный артист СССР (1977).
- 24 января — Мария Толчиф, первая американская прима-балерина.
- 12 февраля — Римма Афанасьевна Мануковская, советская актриса театра и кино, народная артистка России, лауреат премии «Золотая маска».
- 17 февраля — Радий Александрович Александров, советский актёр театра и кино.
- 3 марта — Римма Васильевна Маркова, советская и российская актриса театра и кино, народная артистка СССР.
- 21 марта — Питер Брук, английский режиссёр театра и кино.
- 28 марта — Иннокентий Михайлович Смоктуновский, советский и российский актёр театра и кино, народный артист СССР.
- 21 июня — Евгений Рубенович Симонов, театральный деятель и режиссёр, народный артист СССР.
- 9 июля —  Эмиль Кереш,  венгерский театральный деятель, актёр, режиссёр.
- 13 июля — Борис Кузьмич Новиков, актёр театра и кино, заслуженный артист РСФСР (1961).
- 13 июля — Григорий Лямпе, актёр театра и кино, заслуженный артист РСФСР (1982).
- 29 июля — Кармен Стэнеску, румынская актриса театра, кино, телевидения и озвучания.
- 7 августа — Борис Васильевич Рунге, советский актёр театра и кино, народный артист РСФСР.
- 16 августа — Анатолий Александрович Семёнов, актёр театра и кино, заслуженный артист РСФСР.
- 7 сентября — Александр Григорьевич Хмелик, драматург, киносценарист.
- 15 сентября — Кирилл Лавров, советский и российский актёр театра и кино, народный артист СССР.
- 22 сентября — Павел Винник, советский актёр театра и кино, заслуженный артист РСФСР.
- 29 сентября — Юрий Жданов, балетный танцовщик, балетмейстер, педагог, художник; народный артист РСФСР.
- 30 сентября — Вера Кузьминична Васильева, актриса театра и кино, народная артистка СССР.
- 4 октября — Марлен Мартынович Хуциев, советский режиссёр театра и кино, сценарист, актёр.
- 5 октября — Раиса Степановна Стручкова, артистка балета, народная артистка СССР (1959).
- 7 октября — Людмила Михайловна Фетисова, советская актриса театра и кино, заслуженная артистка РСФСР.
- 25 ноября — Роза Подьякова, русская советская артистка, Народная артистка Украинской ССР.
- 21 декабря — Ольга Александровна Аросева, советская и российская актриса театра и кино, народная артистка РСФСР.
- 27 декабря — Мишель Пикколи, французский актёр театра и кино, сценарист и кинорежиссёр.

### Скончались
- 23 июня — Владимир Николаевич Давыдов, российский и советский актёр, театральный режиссёр, педагог, народный артист Республики.
- 16 июля — Пётр Петрович Гнедич, русский писатель, драматург, переводчик, историк искусства, театральный деятель.

- 13 декабря — Каролина Беттельгейм, австро-венгерская камерная и оперная певица (меццо-сопрано) и пианистка.
- Евгения Павловна Соколова, русская артистка балета, педагог.